# Juan de Lusignan
Juan de Lusignan (1329/1330-1375), regente de Chipre y Titular Príncipe de Antioquía. Era hijo del rey Hugo IV de Chipre y su segunda esposa, Alix de Ibelín.

## Matrimonios e Hijos
Se casó dos veces, primero en 1343 con Constanza de Sicilia († después de 19 de abril de 1344), hija de Federico II de Sicilia y Leonor de Anjou, no tuvieron hijos.
En segundo lugar en 1350 con Alicia de Ibelín, con quien fue padre de:
- Jacobo de Lusignan (d. 1395/1397), Titular conde de Trípoli, se casó en 1385 con su prima Margarita o María de Lusignan (ca 1360 - ca 1397), antes comprometida con Carlo Visconti, hija de su tío Pedro I de Lusignan y su segunda esposa Leonor de Aragón-Gandia, fueron padres de:
  - Juan de Lusignan (d. 1428/1432), Titular conde de Trípoli, soltero y sin descendencia
  - Pedro de Lusignan († 10 de febrero de 1451), titular conde de Trípoli, Regente de Chipre, Condestable y Titular Senescal de Jerusalén, casó cerca de 1415 con su prima Isabel de Lusignan, Princesa de Chipre, hija de Jacobo I de Lusignan, rey de Chipre, y su esposa Helvis de Brunswick-Grubenhagen, sin descendencia, tenía un hijo ilegítimo:
    - Febo de Lusignan, Titular mariscal de Armenia y Titular Señor de Sidón

  - Leonor de Lusignan († ca 1414), se casó cerca de 1406 con su primo Enrique de Lusignan (d. 1427), Titular Príncipe de Galilea, hijo de Jacobo I de Lusignan, rey de Chipre, y su esposa Helvis de Brunswick-Grubenhagen, sin descendencia
  - Loysia de Lusignan, (probablemente) se casó después de 19 de marzo de 1406 con su primo Eudes de Lusignan (d. Palermo, 1421), titular senescal de Jerusalén, al servicio del Rey de Aragón, hijo de Jacobo I de Lusignan, rey de Chipre, y su esposa Helvis de Brunswick-Grubenhagen, sin descendencia.

Fuera del matrimonio tuvo un hijo ilegítimo con Alice Embriaco de Giblet:
- Juan de Lusignan (d. después de 1410), Titular Señor de Beirut, se casó en 1385 con Margarita de Morpho, fueron los padres de:
  - Juan de Lusignan († ca 1456), Titular Señor de Beirut.

## Muerte
Fue asesinado como resultado de su participación en el asesinato de su hermano mayor, el rey Pedro I de Chipre. El historiador Estienne de Lusignan es su descendiente. Este es el príncipe Juan que da el nombre a la torre Príncipe Juan del castillo de San Hilarión. La tradición dice que ejecutó a dos búlgaros, que eran su guardia personal, lanzándolos uno a uno por las ventanas de la particular torre.